# 남승화
남승화는 대한민국의 배우이다.

## 영화
- 《타짜: 원 아이드 잭》 (2019년) - 낯선 사람들 역
- 《악인전》 (2019년) - 제우스파 3 역
- 《남산의 부장들》 (2019년) - 보안사 도청팀 역
- 《롱 리브 더 킹: 목포 영웅》 (2019년) - 태평양 조직원 1 역
- 《변신》 (2019년) - 강구 동료 3 역
- 《히트맨》 (2020년) - 제이슨부하 13 역
- 《소리꾼》 (2020년) - 자매조직 역